# Cantón de Guillon
El cantón de Guillon era una división administrativa francesa, que estaba situada en el departamento de Yonne y la región de Borgoña.

## Composición
El cantón estaba formado por diecisiete comunas:
- Bierry-les-Belles-Fontaines
- Cisery
- Cussy-les-Forges
- Guillon
- Marmeaux
- Montréal
- Pisy
- Saint-André-en-Terre-Plaine
- Sainte-Magnance
- Santigny
- Sauvigny-le-Beuréal
- Savigny-en-Terre-Plaine
- Sceaux
- Thizy
- Trévilly
- Vassy-sous-Pisy
- Vignes

## Supresión del cantón de Guillon
En aplicación del Decreto n.º 2014-156 de 13 de febrero de 2014, el cantón de Guillon fue suprimido el 22 de marzo de 2015 y sus 17 comunas pasaron a formar parte; quince del nuevo cantón de Chablis y dos del nuevo cantón de Avallon.